# Hyperbolische groep
In de groepentheorie, een deelgebied van de wiskunde, is een hyperbolische groep, ook woord-hyperbolische groep, Gromov-hyperbolische groep of negatief gekromde groep, een eindig voortgebrachte groep met een woordmetriek en eigenschappen, die karakteristiek zijn voor de hyperbolische meetkunde. Hyperbolische groepen worden in de meetkundige groepentheorie bestudeerd. De theorie van de hyperbolische groepen werd in de vroege jaren 80 door Michail Gromov geïntroduceerd en ontwikkeld. Hij merkte op dat veel resultaten van Max Dehn over de fundamentaalgroep van een hyperbolisch riemann-oppervlak niet afhankelijk waren van het feit dat dit riemann-oppervlak dimensie twee had of zelfs maar een variëteit was. De resultaten golden ook in een  algemenere context. Gromov beschreef in 1987 hoe hij dacht dat het onderzoek verder moest gaan en onder andere William Thurston volgde hem daar in.

## Voorbeelden
- Eindige groepen en virtueel cyclische groepen
- Eindig gegenereerde vrije groepen en meer in het algemeen, groepen die inwerken op een lokaal eindige boom met eindige stabilisatoren
- De meeste oppervlak groepen zijn hyperbolische groepen, namelijk de fundamentaalgroepen van oppervlakken met een negatieve eulerkarakteristiek. Bijvoorbeeld, de fundamentaalgroep van het boloppervlak met twee handvatten is een hyperbolische groep.
- De meeste driehoeksgroepen {\displaystyle \Delta (l,m,n)} zijn hyperbolische groepen, namelijk die waarvoor {\displaystyle 1/l+1/m+1/n<1}, zoals de (2,3,7) driehoeksgroep.
- De fundamentaalgroepen van compacte riemann-variëteiten met strikt negatieve sectionele kromming

## Websites
- M Gromov. Hyperbolic groups, 1987. in Essays in group theory, 8, blz 75-263